# Августин Ґемеліх
Августин Ґемеліх (лат. Augustinus Erasmus Gemelich)  — львівський міщанин, лавник (1419—1425), райця (1425—1426) та бурмистр міста (1425).
Походив з Кракова. Ймовірно був сином Миколая Ґемеліха (пол. Mikołaj Gemelich), краківського райці (1397—1402) та бурмистра.